# Зигмунд (Бавария)
Зигмунд Баварски (на немски: Siegmund, Sigismund; * 26 юли 1439; † 1 февруари 1501, дворец Блутенбург, Оберменциг до Мюнхен) е член на фамилията Вителсбахи. Управлява като херцог на Бавария-Мюнхен от 1460 до 1467 г., а след това като херцог на Бавария-Дахау до смъртта си.

## Биография
Зигмунд е третият син на херцог Албрехт III († 1460) и херцогиня Анна фон Брауншвайг-Грубенхаген († 1474).
Той поема според завещанието на баща му през 1460 г. заедно с брат му Йохан IV управлението на Бавария-Мюнхен. Малко след това през 1463 г. Йохан умира от чума. Третият му брат Албрехт IV се връща от Павия, където трябвало да стане духовник, и поема съуправлението. През септември 1467 г. той се оттегля от управлението за сметка на по-малкия си брат Албрехт IV и си запазва само Бавария-Дахау като домена, който след смъртта му отива отново към Бавария-Мюнхен.
Зигмунд помага на църкви и манастири и през 1468 г. поставя първия основателен камък за мюнхенската катедрала Фрауенкирхе. Той разширява резиденцията си дворец Блутенбург и отглежда сини пауни и други птици. Освен това инициира преустройството на херцогския двор Алтер Хоф и като цяло е патрон на възраждането на готическите изкуства в Бавария.

Зигмунд умира на 1 февруари 1501 г. и е погребан в гроба на император Лудвиг Баварски във Фрауенкирхе, Мюнхен. Той не е бил женен, но оставя четири извънбрачни деца.